# Aglantha elata
Aglantha elata är en nässeldjursart som först beskrevs av Ernst Haeckel 1879.  Aglantha elata ingår i släktet Aglantha och familjen Rhopalonematidae. Inga underarter finns listade i Catalogue of Life.